# Rudolf Martin (Richter)
Rudolf Martin (* 22. August 1834 in Hamburg; † 7. August 1916 ebenda) war ein Abgeordneter der Hamburgischen Bürgerschaft und  Richter am Hanseatischen Oberlandesgericht.

## Leben
Martin studierte in Heidelberg und Bonn Kameralistik und Rechtswissenschaften. Während seines Studiums wurde er 1853 Mitglied der Bonner Burschenschaft Frankonia. Er schloss sein Studium am 24. April 1856 mit einer Promotion in Heidelberg ab.
Im selben Jahr ließ er sich in Hamburg als Anwalt nieder. 1860 wird er zusätzlich Notar. Er gehörte dem Direktorium der Hamburger Sparkasse von 1827 an und war 1864 eine der treibenden Kräfte, die zur Gründung der Neuen Sparkasse von 1864 führten.
Am 1. September 1864 trat Martin in den hamburgischen Staatsdienst ein und wurde Amtsrichter am Amtsgericht in Ritzebüttel. Im September 1869 wurde er an das Hamburger Niedergericht versetzt, ab 1877 war er am Handelsgericht tätig. Zum 1. Oktober 1879 wurde Martin zum Landgerichtsdirektor befördert. Ab dem 1. Januar 1882 war er Oberlandesgerichtsrat am Hanseatischen Oberlandesgericht, ab dem 6. Juli 1892 fungierte er als Präsident eines Senats.
Von 1871 bis 1885 war Martin Abgeordneter der Hamburgischen Bürgerschaft. Er gehörte der Fraktion der Rechten an. Von 1886 bis 1916 war er Vorsitzender des Vorstands der Gesellschaft Hamburger Juristen. 1912 ging er in den Ruhestand.

## Veröffentlichungen
- Commentarius ad L. 28 D. de fideiussorbius 46,1. et ad cap. 1 in VI° de litis contestatione 2,3; accedit curriculum vitae. Dissertation Universität Heidelberg 1856.